# Centro Nacional de Identificación Humana (México)
El Centro Nacional de Identificación Humana es un instituto autónomo del gobierno federal de México que se encarga de acciones sobre la búsqueda forense e identificación humana. 

## Antecedentes
La Comisión Nacional de Búsqueda tiene como función la coordinación federal y estatal las búsquedas de personas desaparecidas para ello y ante la crisis de desaparición de personas y la crisis forense reconocida por el gobierno federal le fue adscrita una serie de organismos y facultades con las cuales gestionar la localización de individuos como una prioridad para el Estado.

## Creación
El  13 de mayo de 2022 fue publicado el decreto en donde se modifica la ley general en materia de desaparición forzada de personas, desaparición cometida por particulares y del sistema nacional de búsqueda de personas donde se crea el Centro Nacional de Identificación Humana como una unidad administrativa independiente bajo la Comisión Nacional de Búsqueda.